# 트랜스젠더 살인사건 목록
이하는 자살, 사고사 등을 제외하고, 트랜스젠더가 다른 사람에게 살해당한 사례를 추린 목록이다. 전세계에 걸쳐 3일에 한 번씩 한 명의 트랜스젠더가 살해당한다는 보고가 있다.

## 1988년
비너스 엑스트라바간자가 1988년 뉴욕의 호텔방 침대 밑에서 목졸려 죽은 시체로 발견되었다. 그녀의 시체는 며칠 뒤에 면식이 없던 다른 투숙객에 의해 발견되었다.

## 1993년
브랜든 티나는 21세의 FTM 트랜스젠더였다. 그는 1993년 12월 31일, 네브래스카주 폴스시티에서 강간살해당하였다. 이 사건과 관계하여 두 명의 남성이 1급살인 혐의로 기소되었다. 아카데미 상 수상작인 《소년은 울지 않는다》가 이 사건을 다루고 있다.

## 1998년
리타 헤스터는 MTF 트랜스젠더였다. 그녀는 1998년 11월 28일, 메사추세스 주 앨스턴의 자기 아파트에서 바닥에 쓰러진 채 발견되었다. 흉기로 쑤신 자상이 숱하게 나 있었으며, 병원에 실려간 뒤 사망했다.

## 2002년
그웬 아라우조는 캘리포니아주 뉴아크에 거주하는 10대 MTF 트랜스젠더였다. 그녀는 2002년 10월 네 명의 남성에게 살해당했다. 살해자들 중 두 명은 그녀와 합의하 성관계를 한 적이 있었는데, 그녀가 생물학적으로 남성이라는 것을 알게 된 뒤 그녀를 때려 죽였다. 피고들 중 둘은 2급살인 선고를 받았으나, 증오 범죄에 대해서는 유죄 선고를 받지 않았다. 다른 두 피고는 유죄를 인정했다. 공판 중 최소 한 번 트랜스패닉에 대한 방어논리가 제기되었다.

## 2003년
니레아 존슨은 인디애나주 인디애나폴리스의 흑인 MTF 트랜스젠더였다. 그녀에게 성적 매력을 느꼈던 폴 무어(Paul Moore)는 그녀가 트랜스젠더라는 것을 알게 된 뒤 돌변하여 그녀를 살해했다.

## 2013년
드웨인 존스가 자메이카에서 살해당했다.

## 같이 보기
- 트랜스젠더 권리
- 트랜스여성혐오
- 트랜스포비아
- 피해자 비난
- 성소수자에 대한 폭력